# Endopeptidasa
Les endopeptidases o endoproteïnases són peptidases proteolítiques que trenquen els enllaços peptídics dels aminoàcids no terminals (és a dir, dins de la molècula), a diferència de les exopeptidases, que trenquen els enllaços peptídics de les peces finals dels aminoàcids terminals. Per aquest motiu, les endopeptidases no poden descompondre els pèptids en monòmers, mentre que les exopeptidases poden descompondre les proteïnes en monòmers. Un cas particular d'endopeptidasa és l'oligopeptidasa, els substrats de la qual són oligopèptids en lloc de proteïnes.
Solen ser molt específics per a certs aminoàcids. Alguns exemples d'endopeptidases inclouen:
- Tripsina: talla després d'Arg o Lys, tret que sigui seguit de Pro. Molt estricte. Funciona millor a pH 8.
- Quimotripsina: talla després de Phe, Trp o Tyr, tret que siguin seguits de Pro. Es retalla més lentament després de His, Met o Leu. Funciona millor a pH 8.
- Elastasa: talla després d'Ala, Gly, Ser o Val, tret que sigui seguit de Pro.
- Termolisina: talla abans d'Ile, Met, Phe, Trp, Tyr o Val, tret que sigui precedit per Pro. De vegades retalla després d'Ala, Asp, His o Thr. Calor estable.
- Pepsina: talla abans de Leu, Phe, Trp o Tyr, tret que sigui precedit per Pro. També d'altres, força inespecífics; funciona millor a pH 2.
- Glutamil endopeptidasa: talla després de Glu. Funciona millor a pH 8.
- Neprilisina